# Aman Hambleton

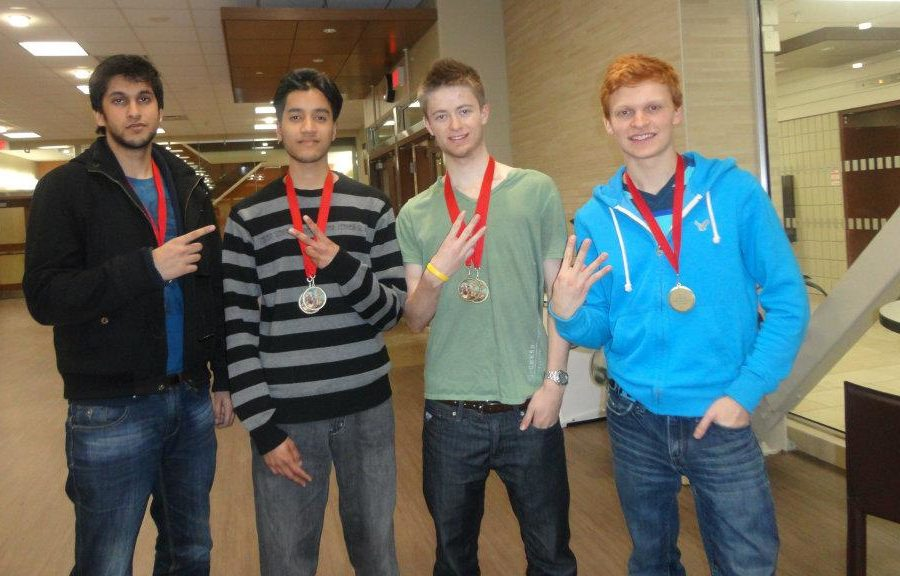
Aman Hambleton (2012, zweiter von rechts)

Aman Hambleton (* 30. Dezember 1992 in Halifax) ist ein kanadischer Schachgroßmeister und Webvideoproduzent.
Aman Hambleton erlernte das Schachspielen im Alter von fünf Jahren, sein erstes Schachturnier spielte er mit sechs Jahren. Er erhielt Unterricht bei mehreren Mentoren. Im Jahre 2009, in dem er seine High School abschloss, wurde Hambleton der Titel FIDE-Meister verliehen. Er begann ein Studium an der University of Western Ontario. Während seiner Schulzeit hatte er sich nie strukturiert dem Schachspiel gewidmet. Auf die Juniorenmeisterschaft im Schach 2012 bereitete er sich jedoch intensiv vor, was mit einem guten Ergebnis und seiner ersten IM-Norm belohnt wurde. Dadurch motiviert, studierte er weiter und reüssierte in zahlreichen Schachturnieren, so dass er im Januar 2013 den Titel Internationaler Meister erlangte. Bei der Schacholympiade 2014 gehörte Hambleton als Ersatzspieler zum kanadischen Aufgebot und erreichte aus sieben Partien insgesamt eine ausgeglichene Bilanz.
Mit Guildford A&DC gewann er bei einem Englandaufenthalt die Four Nations Chess League 2013/14.
Seinem nächsten Ziel, den Großmeistertitel zu erlangen, näherte er sich lange nicht an, so dass er im März 2017 beschloss, sich nicht mehr zu rasieren oder seinen Bart zu stutzen, bis er seine letzte noch fehlende GM-Norm erreicht. Im Dezember 2017 erreichte er die Norm und so rasierte er sich seinen mittlerweile langen Bart während eines Live-Streams zu Silvester 2017 ab. Im April 2018 wurde ihm von FIDE der Titel Großmeister zuerkannt. Auch bei der Schacholympiade 2018 in Batumi gehörte er zum kanadischen Aufgebot.
Hambleton betreibt gemeinsam mit Großmeister Eric Hansen die Social-Media-Marke Chessbrah, unter der sie auf Twitch und YouTube Live-Streaming-Videos veröffentlichen.
Aman Hambleton erregte 2024 in Sozialen Medien Aufsehen, weil er auf chess.com einen Gegner mit allen Figuren auf der Grundreihe matt setzte.

## Belege
1. ↑  Biography. In: amanhambleton.com. Abgerufen am 30. Dezember 2020 (englisch).
2. ↑  Interview with IM Aman Hambleton. In: chessdom.com. 27. März 2013, abgerufen am 30. Dezember 2020 (englisch).
3. 1 2  Aman Hambleton on becoming a Grandmaster. In: youtube.com. 29. Januar 2018, abgerufen am 30. Dezember 2020 (englisch).
4. ↑  Eric Rosen: On Chess: The quest to grandmaster title at the St. Louis Invitational . In: stlpublicradio.org. 7. Dezember 2017, abgerufen am 31. Dezember 2020 (englisch).
5. ↑  Perpetual Chess Podcast: Episode 140 – GM Aman Hambleton. In: perpetualchesspod.com. 20. August 2019, abgerufen am 31. Dezember 2020 (englisch).
6. ↑  GothamChess: GREATEST CHESS MOVE EVER PLAYED!!!!! 6. Oktober 2024, abgerufen am 15. Oktober 2024.
7. ↑  agadmator's Chess Channel: The Greatest Checkmate Ever Given! 7. Oktober 2024, abgerufen am 15. Oktober 2024.
8. ↑  The Big Greek: Das genialste Schachmatt aller Zeiten!!!!! 7. Oktober 2024, abgerufen am 15. Oktober 2024.

| Personendaten    | Personendaten             |
| ---------------- | ------------------------- |
| NAME             | Hambleton, Aman           |
| KURZBESCHREIBUNG | kanadischer Schachspieler |
| GEBURTSDATUM     | 30. Dezember 1992         |
| GEBURTSORT       | Halifax                   |